# آساهی-کو، یوکوهاما
آساهی-کو، یوکوهاما (انگلیسی: Asahi-ku, Yokohama)